# ছ
Cette page contient des caractères spéciaux ou non latins. S’ils s’affichent mal (▯, ?, etc.), consultez la page d’aide Unicode.
ছ, appelé tchhokar ou chô et transcrit ch, est une consonne de l’alphasyllabaire bengali.

## Représentations informatiques
Ses caractères Unicode sont :
| formes | représentations | chaînes de caractères | points de code | descriptions                                 |
| ------ | --------------- | --------------------- | -------------- | -------------------------------------------- |
| pleine | ছ               | ছ                     | U+099B         | lettre bengali tchha                         |
| morte  | ছ্               | ছ◌্                    | U+099B U+09CD  | lettre bengali tchha, symbole bengali virama |